# カワサキ・ZZR600
カワサキ・ZZR600（ゼットゼットアールろっぴゃく）は、川崎重工業（カワサキ）が製造販売していたZZRシリーズの大型自動二輪車（オートバイ）である。

## 概要
1990年に北米 (Ninja ZX-6)・欧州 (ZZR600) 市場向けに発売された。同時期に日本国内で販売されていたZZR400と大半の部品が共通であり、外観はほとんど同じである。メーカーエンブレムが600はステッカーで400は立体であること、オイルクーラーがついていること、アンダーカウルに600と入っているなどの違いがある。
ZZR400と共通の車体ながら、およそ倍の馬力（ZZR400は53 ps、ZZR600は100 ps）のエンジンを搭載しているため、ZZR400とは乗り味が大幅に異なる仕上がりになっている。さらに欧米仕様車であるため、スピードメーターは280 km/hまで目盛があり、最高速度は240 km/hに達する。
ZZR600はレーサーレプリカブームの最中に発売されたが、同じカワサキのレプリカZXR750（乾燥重量205 kg、最高出力107 ps）よりも軽く、最高出力も引けを取らないため、レプリカよりも軽いハイスピードツアラーという扱いを受けた。ZZRの外装は空力特性に優れているため、高速走行時の安定性が高いことに加え、ライダーの疲労の軽減や、寒さ対策に大きく寄与する。また、積載性能も装備が充実している。

## モデル一覧
※車体色はEU kawasakiより引用。

### ZX600-D1（1990年）
1990年デビュー。型式は「ZX600D」。フレームナンバーはZX600E-000001 - ZX600DE-014000。
車体色は2色
- キャンディカーディナルレッド×ルミナスローズオペラ (HF)
- メタリックソニックブルー×キャンディーアトランティックブルー (GX)

### ZX600D2（1991年）/ ZX600D2A（1991年）
車体色
- METALLIC OPAL SILVER / METALLIC SONIC BLUE (HV)
- エボニー×ルミナスローズオペラ (JT)
- KMM. EBONY / LUMINOUS ROSE OPERA (JN)
- KMM.METALLIC OPAL SILVER / METALLIC SONIC BLUE (KN)

### ZX600-D3（1992年）
車体色
- KMM.EBONY / PEARL COSMIC GRAY (JP)
- METALLIC NOCTRNE BLUE / LUMINOUS ROSE OPERA (TC)
- EBONY/PEARL COSMIC GRAY (T4)
- EBONY / FIRECRACKER RED (J3)
- KMM. METALLIC NOCTRNE BLUE / LUMINOUS ROSE OPERA (TG)

### ZX600-E1（1993年）
1993年フルモデルチェンジ。型式は「ZX600E」となる。
ツインラムエアシステムの導入。車載工具入れ装備。燃料計搭載。燃料計搭載により燃料警告灯廃止。燃料リザーブが追加。シートがメインキーで着脱可能になる。
車体色
- EBONY / PEARL TEAL GREEN (VS)
- METALLIC BLUE VIOLET / LUMINOUS ROSE OPERA (VX)
- EBONY / JUPITER GRAY MICA (VT)

### ZX600-E2（1994年）
車体色
- EBONY / PEARL TEAL GREEN (VS)
- EBONY / FIRECRACKER RED (J3)
- METALLIC BLUE VIOLET / GALAXY SILVER (76)

### ZX600-E3（1995年）
車体色
- METALLIC BLUE VIOLET (SD)
- FIRECRACKER RED (B1)
- EBONY (H8)

### ZX600-E4（1996年）
フレームナンバーはZX600E-038001 ~ ZX600DE-045000。
車体色
- METALLIC EVENTIDE (JZ)
- CANDY WINE RED (H3)

### ZX600-E5（1997年）
デジタルクロック搭載。デジタルクロック搭載による積算計が2個から1個に変更。フロントフォークにアジャスターが追加。

### ZX600-E7（1999年）
VIN: JKAZX600EEA057001 - JKAZX600EEA068000
車体色
- CANDY PERSIMMON RED (AS)
- EBONY (HB)

### ZX600-E11P（2003年）
車体色
- キャンディサンダーブルー
- ギャラクシーシルバーType2

### ZX600-E6F（2006年）
車体色
- EBONY (H8)